# Phoxonotus lectus
Phoxonotus lectus är en skalbaggsart som beskrevs av Lewis 1902. Phoxonotus lectus ingår i släktet Phoxonotus och familjen stumpbaggar. Inga underarter finns listade i Catalogue of Life.